# Marlborough, Massachusetts
Marlborough eller Marlboro  är en stad i Middlesex County i delstaten i Massachusetts i USA. Invånarna uppmättes 2010 till 38 499 i antalet.
Marlborough fick stadsrättigheter 1660, och blev en industristad under sent 1800-tal. Under sent 1900-tal blommade teknikindustrin upp,efter byggandet av vägen Massachusetts Turnpike.

### Fotnoter
1. ↑  ”Community Facts” (på engelska). American Factfinder. 13 mars 2010. Arkiverad från originalet den 10 december 2014. https://web.archive.org/web/20141210041242/http://factfinder2.census.gov/faces/nav/jsf/pages/community_facts.xhtml. Läst 11 mars 2014.